# Шатлије Шатомир
Шатлије Шатомир (фр. Châtelliers-Châteaumur) насеље је и општина у западној Француској у региону Лоара, у департману Вандеја која припада префектури Фонтне ле Конте.
По подацима из 2011. године у општини је живело 699 становника, а густина насељености је износила 38,55 становника/km². Општина се простире на површини од 18,13 km². Налази се на средњој надморској висини од 220 метара (максималној 240 m, а минималној 134 m).

## Демографија
| 1962. | 1968. | 1975. | 1982. | 1990. | 1999. | 2011. |
| ----- | ----- | ----- | ----- | ----- | ----- | ----- |
| 656   | 714   | 645   | 647   | 686   | 682   | 699   |

График промене броја становника у току последњих година